# BMW i
BMW i je podmarka BMW-a koja je stvorena da proizvodi automobile niske emisije štetnih plinova. BMW je u veljači najavio da će osnovati podmarku a 21. veljače ju je i predstavio javnosti pod BMW i imenom. Prva dva projekta su BMW i3 i BMW i8. i3 je električni gradski automobil poznat kao i Megacity Vehicle a i8 je sportski hibrid koji se puni na struju i ima dizelski motor, koncept i8 modela je BMW Vision Efficient Dynamic concept. Početak proizvodnje oba vozila počinje u Leipzig-u 2013 godine a cijena cijelog projekta je 400 milijuna eura. BMW planira zaposliti oko 800 radnika.

## Aktualni modeli
- BMW i3
- BMW i8

## Vanjske poveznice
- Službena stranica